# ФК Финикс рајзинг
Фудбалски клуб Феникс Рајзинг (енгл. Phoenix Rising F.C.) је професионални фудбалски тим са седиштем у Чандлеру. Основан 2014. године као Arizona United Soccer Club, тим је члан УСЛ чемпионшипа, другог реда америчке фудбалске пирамиде.

## Историја
Дана 13. марта 2014. године, Кaјл Енг, власник рекламне агенције, основао је франшизу и назвао је Arizona United SC. Заузео је место Феникс ФК (енгл. Phoenix FC), који се распао претходног дана, у USL Pro лиги.

### 2014 сезона
Само 178 дана након што је франшиза била додељена од стране USL Pro, Arizona United је ангажовала особље и тренера, стручни штаб саставила списак, обезбедила стадион, одиграла 28 утакмица регуларне сезоне, достигла четврти круг US Open купа и била је у конкуренцији за место у плејофу до следеће недеље сезоне.
Помоћник тренера Универзитета у Мериленду Мајкл Делорусо именован је за главног тренера 28. марта 2014. United је изгубио прву утакмицу од Oklahoma City Energy FC 4-0 12. априла 2014. Победили су Sacramento Republic FC 2-1 за прву победу 19. априла 2014. Брендон Сварцендрубер је постигао први гол у 37. минуту. Играч FC Dallas-а, позајмник Џонатан Топ је постигао победоносни гол у тој утакмици у 85. минуту.
United је освојио четири од последњих пет мечева и успео је да се попне са 13. места на 9. место, али је пао четири бода мање од квалификација за плејоф. Џонатан Топ и Orlando City истакли су Лонг Тана који је повео тим са по пет голова. Голман Еван Њутн био је други у лиги у спашавању. United је завршио са рекордом од 10-13-5.

#### 2014 US отворени куп
У првом наступу US Open Cup, Arizona United је издржала до 4 рунде.United је 13. маја победио Portland Timbers U23s  у PDL резултатом 3-2 у Портланду. Губили су 2-1 у касној утакмици када је London Woodberry изједначио утакмицу у 88. минуту, а Данијел Антуниез је постигао гол у трећем колу, United је победио Oklahoma City Energy FC на USL Pro резултатом 2-1 у продужетку 28. маја у Peoria Sports Complex. Победник утакмице је постигао Бредли Баладез у 112. минуту, а Еван Њутн је сачувао гол у последњем минуту који је био додељен Енерџију. Њихова трка отвореног купа завршила је са 2-1 поразом од  првака MLS Cup Лос Анђелес галакси код куће 18. јуна. Гијаси Зардес је постигао два гола у другој половини, два минута након што је Мет Касела постигао гол и дао предност United са 1-0 у првом полувремену.

### 2015 сезона
Arizona United је потписала једногодишњи уговор да играју своје домаће утакмице на стадиону Scottsdale Stadium 16. децембра 2014. United је потписао једногодишњи уговор са FC Dallas о придруживању 9. фебруара 2015. United је завршио на 10. месту на Западној конференцији са рекордом од 10-16-2. Голман Карл Вошчански поставио је USL рекорд са 130 одбрани. Лонг Тан је поново водио тим са 14 голова, који су били изједначени за 4. у лиги са Луком Верколонеом. Тан је такође изабран за USL идеални тим. Клуб је 25. септембра одбио да продужи уговор главног тренера Мајкла Делрусоа.

### 2016 сезона
Брет М. Џонсон, оснивач и извршни директор Benevolent Capital и директор Zealot Networks, купио је мањински удео у тиму. Он је именован као копредседник и председник Arizona United SC 9. децембра 2015. Френк Јалоп, који је тренирао San Jose Earthquakes за MLS Cup 2001. и 2003. године, потписан је на трогодишњи уговор као главни тренер  23. децембра 2015. Инвестицијска група музичких уметника коју је предводио   Гремијем награђивани ДиЏеј, кантаутор, продуцент и репер Дипло откупили су мањински део у Arizona United у Аризони 27. јануара 2016. Стадион Scottsdale није обновио свој уговор са United-ом и тим је потписао трогодишњи закуп са својим оригиналним стадионом, Peoria Sports Complex, 26. јануара 2016. Пете Венц, басиста рок групе Фол аут бој, купио је мањински удео 11. априла 2016.

### 2017 сезона
Дана 31. августа 2016. године оснивач тима Кајл Енг продао је већински удео инвестиционој групи коју је предводио Брк Бекај, председник и генерални директор Kona Grill. Дана 28. новембра 2016. године, тим је преименован у Феникс Рајзинг ФК новим руководством.
Дана 25. марта 2017. године, рекордна публика од 6,890 присуствовала је првој утакмици Рајзинг ФЦ-а 2017. године у њиховом новом фудбалском комплексу Феникс Разинг, фудбалском стадиону и објекту за обуку изграђеном на Salt River Pima–Maricopa у близини Темпеа. Изгубили су од ФК Торонто II 1-0. Победили су ЛА Галакси II 2-1 за своју прву победу у комплексу и као Рајзинг ФК 8. априла.
Сезона 2017. почела је са три велика потписивања. Гуадалахарез најбољи стријелац Омар Браво потписан је 9. фебруара. Шон Рајт Филипс, који је играо за Манчистер Сити, Челси, Њујорк Ред Булс и енглеску репрезентацију, потписан је 24. фебруара. Уговор између бившег Челси играча и водећег стрелаца Обале Слоноваче Дидиера Дрогбе потписан је 12. априла. Такође је купио власнички удeо у клубу.
Још једна рекордна гомила навијача од 7,126 дочекала је Дрогбу у "Долини Сунца", како је понекад познат као Велики Феникс, а Феникс Рајзинг ФК је поразио Swope Park Rangers 4-3 23. априла. Френк Јалоп дао је оставку на место директора фудбалских операција и главног тренера 24. априла 2017. године из породичних разлога. Помоћник тренера Рик Шенц именован је за привременог главног тренера. Бивши тренер репрезентације Maли, Лигуе 1 и Patrice Cartero именован је за главног тренера Рајзинг ФК 22. маја 2017.
У другој половини сезоне, Рајзинг је освојио 11 утакмица, везао 3 и изгубио само једну. Ово је укључивало 11 узастопних игара без губитка са пет победничких низова, оба тима. Џејсон Џонсон води тим са 13 голова. Дидиер Дрогба је постигао 9 голова, иако је био неколико недеља са повредом препона.
Рајзинг је освојио прво доигравање у плејофу, победивши Portland Timbers 2 27. септембра, резултатом 2-0. Њихов рекорд је 17 победа, 8 пораза и 7 нерешених утакмица, чиме су освојили пето мјесто на Западној конференцији. Пенали су на крају одлучили које су однели победу играчима Swope Park Rangers елиминацијом над Фениксом након 1-1. Игра је прекинута муњом и јаким кишама након првог полувремена, тако да је друго полувреме одиграно наредног дана.
Феникс Рајзинг ФК купио је FC Tucson из Премиер Девелопмент Леагуе 11. октобра 2017.

### 2018 сезона
Advantage Sports Union Ltd., предвођен Алексом Шенг, купио је удео Пхоеник Рисинга 10. фебруара 2018. године да ојача свој MLS понуду.

### 2019 сезона
Феникс Разниг ФК је склопио уговор о међународној сарадњи са Галатасарајем ФК из Турске 5. априла 2019. године. Партнерство укључује сарадњу на фудбалским операцијама, комерцијалне пројекте, откривање и обуку омладинских фудбалера, међународне изложбене утакмице, турнире и програме обуке за тренере и играче.

## Боје и значке
Званичне боје Феникс Рајзинг ФЦ-а су црвена, црна, бела, златна и сива.

### Спонзорство
| Сезоне       | Произвођач комплета | Спонзор                                                                                                  |
| ------------ | ------------------- | --- |
| 2014         | Лото                | Предњи: Абразо здравствена нега Задњи: ОртхоАризона Споредан: Спортски напитак                           |
| 2015         | Адидас              | Предњи: Здравље достојанства Задњи: НуАкуос Спортски напитак Споредан: Спортски напитак; TexasHoldEm.com |
| 2016         | Најки               | Предњи: Град хране                                                                                       |
| 2017         | Адидас              | Предњи: Добро луда Споредан: Мејо клиника                                                                |
| 2018–садашњи | Мацрон              | Предњи: Карвана Споредан: Мејо клиника                                                                   |

## Емитовање
KASW-61, ЦВ-ова филијала у Пхоеник-у, потписала је уговор о емитовању 35 игара Пхоеник Рисинг, укључујући сваку утакмицу за USL Championship утакмица дома и даље, почевши од 2019. Игре се такође емитују уживо на ЕСПН3, које су почеле 2018. године. Тилер Теранс игра play-by-play, а Девон Кер даје анализу. Емисију полувремена води Адам Валтз, Цхлое Мар, Хаилеи Францес и Ј. Русел.
Аризона Спортс 98.7 ФМ је радио / дигитална станица за емитовање Рисинг ФЦ-а за сезону 2019. године. Три игре ће такође бити емитоване преко КТАР 620 почевши од јуна.
У претходним сезонама, игре су емитоване на YouTube.

## Играчи

### Значајни бивши играчи
- Тајлер Блеквод
- Омар Браво
- Крис Кортез
- Кадем Дачрес
- Пол Данијел
- Дидје Дрогба
- Блер Гевин
- Скот Морисон
- Еван Нутон
- Питер Ремиџ
- Лук Рони
- Џордан Стјуарт
- Лонг Тан
- Џонатан Топ
- Роб Валентино
- Лондон Водбери
- Шон Рајт-Филипс
- Том Вилијамс

## Из године у годину
Ажурирано May 12, 2019
| Arizona United SC |               |               |               |               |               |               |               |               |                             |                  |                      |                 |                                                                     |                                                        |
| Сезона            | УСЛ шампионат | УСЛ шампионат | УСЛ шампионат | УСЛ шампионат | УСЛ шампионат | УСЛ шампионат | УСЛ шампионат | УСЛ шампионат | Плеј-оф                     | Отворени Куп САД | Најбољи стрелац      | Најбољи стрелац | Шеф стручног штаба                                                  | Капетан тима                                           |
| Сезона            | P             | W             | L             | D             | GF            | GA            | Pts           | Pos           | Плеј-оф                     | Отворени Куп САД | Играч                | Голови          | Шеф стручног штаба                                                  | Капетан тима                                           |
| 2014              | 28            | 10            | 13            | 5             | 32            | 47            | 33 1          | 9th           | DNQ                         | 4R               | Џонатан топ Лонг Тан | 5               | Мајкл Делорусо                                                      | Мат Касел                                              |
| 2015              | 28            | 10            | 16            | 2             | 31            | 55            | 32            | 10th, Западни | DNQ                         | 2R               | Лонг Тан             | 14              | Мајкл Делорусо                                                      | Роб Валентино Царл Восзцзyнски                         |
| 2016              | 30            | 9             | 14            | 7             | 40            | 46            | 34            | 13th, Западни | DNQ                         | 3R               | Лонг Тан             | 10              | Франк Јединице                                                      | Блер Гевин                                             |
| Феникс Рајзинг ФЦ |               |               |               |               |               |               |               |               |                             |                  |                      |                 |                                                                     |                                                        |
| 2017              | 32            | 17            | 8             | 7             | 50            | 37            | 58            | 5th, Западни  | Конференција у четвртфиналу | 3R               | Јасон Џонсон         | 13              | Франк Јединице (2-2-0) Рицк Сцханц (2-3-0) Патрис Картерон (13-3-7) | Дидиер Дрогба Петер Рамаге Јордан Стјуарт              |
| 2018              | 34            | 19            | 9             | 6             | 63            | 38            | 63            | 3rd, Западни  | Тркача                      | 2R               | Цхрис Цортез         | 19              | Патрис Картерон (7-3-4) Рицк Сцханц (15-7-2)                        | Соломон Асанте Цхрис Цортез Дидиер Дрогба Јасон Џонсон |
| 2019              | 10            | 3             | 2             | 5             | 18            | 12            | 14            | 11th, Западни | ТБД                         | 2R               | Адам Јахн            | 5               | Рицк Сцханц                                                         | Соломон Асанте                                         |

### Главни тренери
- Укључује УСЛ редовне сезоне, УСЛ плејоф, отворени Куп Сједињене Америчке Државе. Искључује пријатељске односе.

| Тренер                   | Националност     | Почетак            | Завршетак           | Игре | Победа | Пораз | Жреб | Победа% |
| ------------------------ | ---------------- | ------------------ | ------------------- | ---- | ------ | ----- | ---- | ------- |
| Мајкл Делорусо           | Сједињене Државе | Мартa 28, 2014     | 25. септембра 2015. | 60   | 22     | 31    | 7    | 33.67   |
| Франк Јединице           | Канада           | 23. децембра 2015. | Априла 24, 2017     | 36   | 12     | 17    | 7    | 33.33   |
| Рицк Сцханц (Привремени) | Сједињене Државе | Априла 24, 2017    | Маја 21, 2017       | 7    | 3      | 4     | 0    | 42.86   |
| Патрис Картерон          | Француска        | Маја 22, 2017      | Јуна 12, 2018       | 39   | 20     | 8     | 11   | 51.28   |
| Рицк Сцханц (Привремени) | Сједињене Државе | Јуна 12, 2018      | 13. новембра 2018.  | 24   | 15     | 7     | 2    | 62.50   |
| Рицк Сцханц              | Сједињене Државе | 14. новембра 2018. | Садашњи             | 10   | 3      | 2     | 5    | 30.00   |

### Просечан број посета
| Године | Рег. сезона | Плејофу |
| ------ | ----------- | ------- |
| 2014   | 2,395       | –       |
| 2015   | 3,304       | –       |
| 2016   | 1,470       | –       |
| 2017   | 6,127       | –       |
| 2018   | 6,380       | 7,609   |
| 2019   | 6,547       | –       |

## Награде
| Година | Играч          | Земља | Позиција | Награда          |
| ------ | -------------- | ----- | -------- | ---------------- |
| 2014   | Лонг Тан       | Кина  | Нападач  | Други тим у лиги |
| 2015   | Лонг Тан       | Кина  | Нападач  | Први тим у лиги  |
| 2018   | Соломон Асанте | Гана  | Везни    | Први тим у лиги  |

## Стадион
Феникс Рајзинг ФК назвао је Пеориа спортски комплекс (енгл. Peoria Sports Complex) домаћим тереном током сезоне 2014. и 2016. године. Они су играли на стадиону Скотсдејл (енгл. Scottsdale Stadium) током сезоне 2015. године. У 2017. години изграђен је стадион специфичан за фудбал, Пхоеник Рисинг ФЦ фубласки комплекс (енгл. Phoenix Rising FC Soccer Complex), за сезону 2017. 15. марта 2019. године Касино Аризона (енгл. Casino Arizona) потписала је спонзорски уговор са Феникс Рајзинг ФК, укључујући права именовања на стадион. Преименован је у Касино Аризона Филд (енгл. Casino Arizona Field).

## Присталице
Постоје две главне независне групе навијача Пхоеник Рисинг ФЦ, фудбалска фирма Los Bandidos Football Firm и The Red Fury. Обе групе стоје у секцији навијача иза јужног гола стадиона.